# Красные пески
«Красные пески» — советский фильм 1968 года, снятый на студии Узбекфильм режиссёрами Акмалем Акбарходжаевым и Али Хамраевым.
Премьера фильма состоялась 20 апреля 1970 г. В СССР фильм посмотрели 15 600 000 зрителей.

## Сюжет
Действие фильма происходит в 1920 году в Туркестане и рассказывает о борьбе с бандой басмачей. В Хиву на борьбу с отрядом Джунаид-хана направлен небольшой отряд красноармейцев командира Миршарапова, который получает задание во что бы то ни стало прорваться в Хиву и уже на месте создать из добровольцев отряды Красной Армии. Тем временем Джунаид-хан находит поддержку в лице англичан, которые снабжают его всем необходимым.

## В ролях
- Болот Бейшеналиев — Миркамил Миршарапов, красный командир  (озвучание — Вячеслав Тихонов)
- Артык Джаллыев — Джунаид-хан (озвучание — Яков Беленький)
- Анатолий Азо — Сергей Александрович Серебренников (озвучание — Олег Голубицкий)
- Гульсара Исмаилова — Айна
- Хамза Умаров — Махмудов (озвучание - Юрий Саранцев)
- Дурдымамет Ораев — перебежчик
- Санат Диванов — Джума-Исхак (озвучание - Алексей Сафонов)
- Игорь Класс — Пейн, англичанин
- Павел Кашлаков — Уилл, англичанин
- Джавлон Хамраев — Ахмед-бек
- Хикмат Латыпов — шейх Ходжа
- Баба Аннанов — Эши-хан
- Матвей Любанский — командующий
- Вапа Мухамедов — Ашир
- Исамат Эргашев — красноармеец
- Танрыкули Сеиткулиев — красноармеец Шухрат (озвучание - Вадим Захарченко)
- Ёдгар Сагдиев — красноармеец Юсуф
- Владимир Пак — эпизод
- А. Шарипов — Шакиров
- Раджаб Адашев — курсант-красноармеец
- Иногам Адылов — Бохадыр
- Джамал Хашимов — Амиджан
- Овез Геленов — проводник
- Шукур Кулиев — отец Амиджана (озвучание - Виктор Файнлейб)
- Дурды Сапаров — Малик
- Закир Мухамеджанов — командир (озвучание - Эдуард Изотов)
- Наби Рахимов — эпизод
- Артур Макаров — эпизод
- Фархад Хайдаров — бек